# Mordella fasciata
Mordella fasciata is een keversoort uit de familie spartelkevers (Mordellidae). De wetenschappelijke naam van de soort is voor het eerst geldig gepubliceerd in 1864 door Carl Gustaf Thomson.